# Meade Lux Lewis
Anderson Meade Lewis (Chicago, 4 september 1905 – Minneapolis, 7 juni 1964) was een Amerikaanse jazzpianist en -componist, die bekend werd om zijn spel in de boogiewoogiestijl. Zijn bekendste werk Honky Tonk Train Blues is door veel artiesten opgenomen.

## Biografie
Lewis werd geboren in Chicago, hoewel sommige bronnen Louisville (Kentucky) vermelden op 4 september 1905 (3 en 13 september zijn ook genoemd als zijn geboortedatum in verschillende bronnen). In zijn jeugd werd hij beïnvloed door de pianist Jimmy Yancey. Zijn vader, een gitarist die zelf twee opnamen maakte, liet Meade kennismaken met muziek en regelde dat hij vioollessen kreeg. Hij gaf de viool op 16-jarige leeftijd op, kort na de dood van zijn vader, en stapte over op de piano. De bijnaam 'Lux' werd hem gegeven door zijn jeugdvrienden. Hij imiteerde een paar personages uit een populaire strip in Chicago, Alphonse en Gaston, en streelde een denkbeeldige baard als onderdeel van de routine. Zijn vrienden noemden hem derhalve de hertog van Luxemburg en de naam bleef de rest van zijn leven hangen. Hij raakte tijdens zijn jeugd bevriend met Albert Ammons, een vriendschap die hun hele leven zou duren. Ze gingen samen kort naar dezelfde school en ze oefenden en leerden samen piano op de Ammons-familiepiano.
Een vertolking uit 1927 van Honky Tonk Train Blues, uitgebracht door Paramount Records, markeerde zijn opnamedebuut. Hij maakte het opnieuw voor Parlophone in 1935 en voor Victor in 1937 en er bestaat een opname uit de radioshow Camel Caravan uit New York in 1939, waaronder Honky Tonk Train Blues. Zijn optreden bij John Hammonds historische From Spirituals to Swing-concert in de Carnegie Hall in 1938 bracht Lewis onder de publieke aandacht. Na het evenement traden Lewis en twee andere artiesten van dat concert, Albert Ammons en Pete Johnson, vaak op als trio en werden ze de toonaangevende boogiewoogiepianisten van de dag. Ze hadden een langdurig engagement bij Café Society, toerden als trio en inspireerden de oprichting van Blue Note Records in 1939. Hun succes leidde tot een decenniumlange boogiewoogie-rage, met bigband-swingoptredens door Tommy Dorsey, Will Bradley en anderen en tal van countryboogie- en vroege rock-'n-rollnummers.
Lewis verscheen in de films New Orleans (1947) en Nightmare (1956). Hij verscheen ook, niet genoemd, in de film It's a Wonderful Life, terwijl hij piano speelde in de scène waarin George Bailey uit Nick's Bar wordt gegooid. Lewis was dol op de omgeving van Minneapolis, waar een nichtje woonde en hij kwam er zo vaak als hij kon op bezoek. Hij verscheen jaarlijks in het White House Restaurant (niet meer aanwezig) in Golden Valley (Minnesota). Hij begon daar in mei 1964 aan een succesvolle verbintenis van drie weken. Op zondag 7 juni omstreeks 2 uur 's nachts verliet Lewis de parkeerplaats van het Witte Huis en reed oostwaarts over de Olson Memorial Highway, toen zijn Chrysler Imperial van achteren werd aangereden door een voertuig, bestuurd door ene Ronald Bates, die naar schatting 80 mph reed. Lewis' auto werd 120 meter geduwd en botste tegen een boom. Hij was op slag dood. Bates overleefde het, maar zijn passagier stierf de volgende dag.

## Overlijden
Meade Lux Lewis overleed in juni 1964 op 58-jarige leeftijd door een auto-ongeval.

## Nalatenschap
Lewis' bekendste werk Honky Tonk Train Blues is in verschillende contexten opgenomen, vaak in een bigband-arrangement. Vroege opnames van het stuk door andere artiesten dan Lewis omvatten optredens van Adrian Rollini, Frankie Trumbauer, klassiek klaveciniste Sylvia Marlowe, theaterorganist George Wright (met drummer Cozy Cole, onder de titel Organ Boogie) en Bob Zurke met Bob Crosbys orkest. Keith Emerson van Emerson, Lake & Palmer nam het vaak op in zijn repertoire en had een top 30-hit ermee in 1976. Lewis werd genoemd in hoofdstuk 81 van de roman Cat's Cradle van auteur Kurt Vonnegut. Lewis wordt ook genoemd in de roman The Moving Target van Ross Macdonald en in de autobiografie Life van Keith Richards. Op 25 juni 2019 plaatste The New York Times Magazine Meade Lux Lewis onder honderden artiesten wiens materiaal naar verluidt werd vernietigd in de brand in Universal Studios Hollywood.

## Discografie
- 1941: Boogie Woogie (compilation), Columbia C44[9]
- 1975: Tell Your Story, Oldie Blues OL 2805
- 1982: Giant of Blues and Boogie Woogie 1905–1964, Oldie Blues OL 2810
- 1984: Chicago Piano Blues and Boogie Woogie 1936–1951 Vol. 3, Oldie Blues OL 2827

### Compilatie
- 1983: The Complete Blue Note Recordings of Albert Ammons and Meade Lux Lewis (Mosaic) – solo Piano